# François L’Olonnais
Jean David François Nau (França, 1635 - Golfo de Honduras, 1668), mais conhecido como François L'Olonnais foi um pirata francês que atuou no Caribe nos anos de 1660. Em seu relato de 1684 "The History of the Buccaneers of America", Alexander Exquemelin aponta o lugar de nascimento do pirata em Les Sables d'Olonne. Foi um pirata cruel que ficou conhecido pelo sadismo e pela prática de tortura em suas vítimas.

## Início de Vida
L'Olonnais chegou ao Caribe em 1650 como trabalhador escravo no cultivo de cana-de-açúcar e tabaco. Conseguida a alforria, começou a perambular pelas ilhas antes de chegar em Hispaniola, atual Santo Domingo, onde uniu-se aos bucaneiros e tornou-se um deles.
Em um ou dois anos de carreira na pirataria, L'Olonnais naufragou perto de Campeche, no México. O grupo de náufragos foi, então ,atacado por uma esquadra espanhola que procurava pelo pirata. L'Olonnais só escapou com vida porque se fingiu de morto passando sangue dos companheiros mortos no rosto e se sujando de terra. Depois que os espanhóis partiram, o pirata, com a ajuda de alguns escravos, vestiu o uniforme de um dos soldados mortos e seguiu para Tortuga. Pouco depois, ele fez um refém na cidade e exigiu o resgate aos governantes espanhóis. O governador de Havana enviou um navio para matar o pirata, mas L'Olonnais capturou e decapitou toda a tripulação. Somente um foi poupado para entregar uma mensagem intimidadora para Havana.

## O Saque deMaracaibo
Em 1667, L'Olonnais partiu de Tortuga com uma frota de oito navios e uma tripulação de seiscentos piratas para saquear Maracaibo. Na rota, L'Olonnais cruzou o caminho de um navio do tesouro espanhol, que ele capturou, juntamente com a sua rica carga de cacau, pedras preciosas e moedas espanholas.
Ao mesmo tempo, a entrada do Lago de Maracaibo (e, portanto, a própria cidade), foi defendida por uma fortaleza que foi feita para ser invencível. L'Olonnais aproximou-se pelo lado indefeso terrestre e a tomou. Os espanhóis perderam quinhentos homens, enquanto os piratas apenas trinta marinheiros. Ele então saqueou a cidade, mas descobriu que a maioria dos moradores já havia fugido com suas posses. O pirata localizou os moradores e, sob tortura, obrigou-os a entregarem seus bens. Ele também se apossou do canhão do forte e demoliu a maioria dos muros para garantir uma retirada rápida. 
L'Olonnais ele foi um perito torturador, e suas técnicas incluíam cortar porções de carne da vítima com uma espada, queimando-os vivos, ou o "woolding", que consistia em amarrar e torcer uma corda ao redor da cabeça da vítima até que seus olhos fossem forçados a sair.
Durante os dois meses seguintes, l'Olonnais e seus homens estupraram, saquearam e, eventualmente, queimaram Maracaibo antes de se mudar para sul, até Santo Antonio de Gibraltar, na margem sul do Lago de Maracaibo.
Apesar do pagamento do resgate (20.000 peças de oito e quinhentas vacas), l'Olonnais continuou a saquear a cidade de Gibraltar. A aquisição total foi de 260.000 peças de ouro, joias, pratas, sedas, bem como um bom número de escravos. Os danos infligidos por L'Olonnais a Gibraltar foi tão grande que a cidade, outrora um importante centro para a exportação de cacau, quase deixou de existir em 1680.

## Últimas Pilhagens e Morte
Por causa do seu ataque em Maracaibo e Gibraltar, L'Olonnais ganhou reputação por sua ferocidade e crueldade, e adquiriu o apelido de "Desgraça dos espanhóis" (em francês: Fléau des Espagnols). Setecentos piratas se alistaram a ele quando montou a próxima expedição, desta vez para o continente da América Central, mais tarde naquele ano. Após a pilhagem de Puerto Cabello, L'Olonnais foi emboscado por um grande grupo de soldados espanhóis a caminho de San Pedro. Escapando por pouco com vida, L'Olonnais capturou ainda dois espanhóis. Exquemelin escreveu:
"Ele sacou a espada, e com ela cortar abriu o peito de um dos pobres espanhóis, e arrancando seu coração com as mãos sacrílegas, começou a morder e roê-lo com os dentes, como um lobo voraz, dizendo ao outro: Vou me servir de você da mesma maneira, se não me mostrar outro caminho."
Horrorizado, o sobrevivente espanhol mostrou a L'Olonnais uma rota clara para a fuga. No entanto, l'Olonnais e os poucos homens que ainda sobreviveram, foram rechaçados, e recuaram o navio. Eles encalharam em um banco de areia nas costas de Darién, província no Panamá, e, incapazes de moverem o navio, dirigiram-se para o interior para encontrar comida, mas foram capturados pela tribo Kuna, em Darién, e L'Olonnais foi comido pelos nativos americanos. Exquemelin escreveu sobre o fim de L'Olonnais agora à merce dos nativos que queriam vingança por todos os males praticados:
"rasgaram-no em pedaços ainda vivo, jogando seu corpo, membro por membro no fogo e suas cinzas no ar, com a intenção de que nenhum vestígio nem memória poderia permanecer de tal criatura, infame desumana."
Seus companheiros corsários tiveram o mesmo destino.